# Stiepan Kalinin
Stiepan Andrianowicz Kalinin, ros. Степан Андрианович Калинин (ur. 15 grudnia?/27 grudnia 1890 we wsi Papkratowskaja, zm. 11 września 1975 w Moskwie) – radziecki wojskowy, generał porucznik, weteran I i II wojny światowej oraz wojny domowej w Rosji.

## Życiorys
Urodził się we wsi Pankratowskaja w guberni moskiewskiej. Jego ojciec był rzemieślnikiem. Jako 15-letni chłopak rozpoczął pracę w tkalniach.
W 1912 roku został powołany do armii rosyjskiej. Ukończył w 1913 roku szkołę pułkową w 12 Astrachańskim pułku grenadierów w Moskwie, następnie służył jako podoficer w tym pułku.
Po wybuchu I wojny światowej został przeniesiony do 220 Skopińskiego pułku piechoty 55 Dywizji Piechoty i wziął udział w walkach na Froncie Północno-Zachodnim. Pod koniec 1914 roku został ciężko ranny, do służby powrócił jesienią 1915 roku. Latem 1916 roku biorąc udział w walkach na Froncie Zachodnim ponownie został ciężko ranny. W czasie pobytu w szpitalu jako ekstern ukończył gimnazjum męskie w Briańsku. Po wyleczeniu w listopadzie 1916 roku wstąpił do 11 rezerwowego pułku piechoty, a w styczniu 1917 roku powrócił do 220 pułku piechoty. Po rewolucji lutowej wybrany został na członka pułkowego komitetu żołnierskiego i w kwietniu 1917 roku był składzie delegacji komitetów żołnierskich 55 Dywizji Piechoty do Piotrogrodu.
W maju 1917 roku został skierowany do szkoły chorążych Frontu Zachodniego w Pskowie. Po ukończeniu we wrześniu 1917 roku szkoły, został skierowany 12 pułku zapasowego w Karaczewie, gdzie pełnił obowiązki dowódcy kompanii.
Po rewolucji październikowej został mianowany komendantem miasta Karaczew i dowódcą rewolucyjnych oddziałów wojskowych w mieście.
W styczniu 1918 roku został szefem sztabu oddziałów rewolucyjnych w Briańsku. Od marca 1918 roku wraz z oddziałami rewolucyjnymi przebywał w Samarze, gdzie organizowano wysyłkę żywności z Powołża do Piotrogrodu.  Po rozpoczęciu walk przeciwko wojskom rewolucyjnym przez Korpus Czechosłowacki, brał udział w okresie maj-czerwiec 1918 roku w obronie miasta Samara, jako dowódca baterii. Zachorował tam na tyfus.
Po wyzdrowieniu w styczniu 1918 roku wstąpił do Armii Czerwonej. Uczestniczył w wojnie domowej w Rosji. Początkowo był komisarzem wojskowym sztabu Armii Żywnościowej i Rekwizycyjnej Ludowego Komisariatu Żywności RFSRR. W sierpniu 1919 roku został dowódcą 19 Samodzielnej Brygady Wojsk Wewnętrznych w Penzie. Dowodził tą brygadą w czasie walk z kontrrewolucyjnymi oddziałami w guberni penzeńskiej i tambowskiej, uczestniczył w tłumieniu powstania w Bugulmie i bunty 9 Dywizji Kawalerii Armii Czerwonej A. Sapożkowa. We wrześniu 1920 roku został dowódcą oddziałów Wojsk Wewnętrznych Zawołżańskiego Okręgu Wojskowego. Po przyłączeniu wojsk wewnętrznych do Armii Czerwonej w listopadzie 1920 roku, został zastępcą dowódcy Zawołżańskiego Okręgu Wojskowego (we wrześniu 1921 roku okręg przemianowano na Nadwołżański Okręg Wojskowy).
Po zakończeniu wojny domowej, był słuchaczem wyższego kursu w Akademii Wojskowej Armii Czerwonej, który ukończył w 1922 roku, po czym został dowódcą 33 Dywizji Piechoty, z tego stanowiska został zwolniony w grudniu 1922 roku. Od lutego 1923 roku pełnił obowiązki dowódcy 18 Korpusu Strzeleckiego, który w tym czasie był rozformowany, po czym został zastępcą dowódcy, a w sierpniu 1923 roku dowódcą 1 Kazańskiej Dywizji Piechoty. Od marca 1926 roku pełnił służbę w sztabie Uralskiego Okręgu Wojskowego. Początkowo był naczelnikiem wydziału, a od października 1926 roku zastępcą szefa sztabu tego okręgu. W 1928 roku ukończył kurs doskonalący dla wyższych dowódców Armii Czerwonej i w listopadzie 1928 roku został dowódcą 84 Dywizji Piechoty w Moskiewskim Okręgu Wojskowym. Dywizją tą dowodził do roku 1936. W tym czasie ukończył kolejny kurs dowódczy w Wojskowo-Politycznej Akademii im. Tołmaczewa. W lutym 1936 roku został zastępcą szefa sztabu Moskiewskiego Okręgu Wojskowego. Po roku w lutym 1937 roku został dowódcą 73 Dywizji Piechoty w Syberyjskim Okręgu Wojskowym, a już w czerwcu został dowódcą 12 Korpusu Strzeleckiego i potem w grudniu 1937 roku zastępcą dowódcy Syberyjskiego Okręgu Wojskowego. W kwietniu 1938 roku został zastępcą dowódcy Kijowskiego Okręgu Wojskowego, lecz już po trzech miesiącach, 15 lipca został dowódcą Syberyjskiego Okręgu Wojskowego. Będąc dowódcą okręgu w dniu 7 października 1938 roku został członkiem Rady Wojennej przy Ludowym Komisariacie Obrony ZSRR.
Po ataku Niemiec na ZSRR został mianowany dowódcą 24 Armii, która została zorganizowana na bazie Syberyjskiego Okręgu Wojskowego. W lipcu 1941 roku armia wyruszyła na front, początkowo wchodząc w skład odwodu Naczelnego Dowództwa, a w dniu 14 lipca 1941 roku została włączona w skład Frontu Armii Rezerwowych, jednak już następnego dnia został pozbawiony dowództwa armii. Pozostał jednak na froncie dowodząc grupą operacyjną 24 Armii, i na jej czele wziął udział w operacji Jeleńskiej.
W dniu 3 sierpnia 1941 roku został szefem oddziałów zapasowych i jednocześnie zastępcą dowódcy Frontu Zachodniego. Był autorem raportu dotyczącego błędów popełnionych na początku wojny przez dowództwo Frontu Zachodniego. Po rozpoczęciu ofensywy niemieckiej na Moskwę, w październiku 1941 roku przejął dowodzenie nad kilkoma dywizjami, które utraciły łączność ze swoimi nadrzędnymi dowództwami oraz zostały okrążone. Dywizje te pod jego kierownictwem pomimo znacznych strat zdołały przebić się do linii frontu. Po wyjściu z okrążenia został odwołany ze stanowiska zastępcy dowódcy Frontu Zachodniego i skierowany do dyspozycji Ludowego Komisariatu Obrony ZSRR, a następnie skierowany do Nowosybirska w celu jak najszybszego utworzenia nowej dywizji i skierowania ich na front pod Moskwą.
W dniu 1 grudnia 1941 roku został dowódcą Nadwołżańskiego Okręgu Wojskowego, który miał organizować nowe oddziały i zajmować się ich szkoleniem. W połowie 1942 sformował on 8 Armię Rezerwową odwodu Naczelnego Dowództwa. W dniu 15 sierpnia 1942 roku został mianowany dowódcą 66 Armii, utworzonej na bazie 8 Armii Rezerwowej, która została skierowana na front, wchodząc w skład Frontu Stalingradzkiego, jednak już 27 sierpnia 1942 roku na wniosek szefa Głównego Zarządu Mobilizacji i Formowania Armii Czerwonej gen. J. Szczedienko odwołany z tego stanowiska, powracając na stanowisko dowódcy Nadwołżańskiego Okręgu Wojskowego. Stanowisko to zajmował do 1944 roku, gdy 23 marca 1944 roku został dowódcą Charkowskiego Okręgu Wojskowego. Gdy 18 maja 1944 roku na stacji kolejowej w Krasnoarmejskaja doszło do zamieszek z udziałem oddziałów marszowych, na rozkaz Ludowego Komisarza Obrony Józefa Stalina z 9 czerwca 1944 roku został odsunięty od dowodzenia i postawiony przed sąd.
W dniu 14 czerwca 1944 roku został aresztowany i osadzony w więzieniu NKWD, śledztwo przeciwko niemu toczyło się aż do 1950 roku, a w 1946 roku został formalnie zwolniony z wojska. Dopiero 25 października 1951 roku zapadł wyrok w jego sprawie. Skazany został na karę 25 lat więzienia, jednocześnie został pozbawiony stopnia wojskowego i wszystkich odznaczeń.
Po wyroku został skierowany do obozu pracy NKWD w Mariinsku, gdzie miał odbyć resztę kary. 
W czasie pobytu w obozie w dniu 11 marca 1953 roku został ponownie skazany na 10 lat więzienia za agitację antyradziecką wśród więźniów. W dniu 28 lipca 1953 roku Kolegium Wojskowe Sądu Najwyższego ZSRR uchyliło wyrok z 1951 roku i jednocześnie zmieniło go, ustalając karę na 9 lat i 1 miesięcy więzienia, był to okres, który już spędził w więzieniu. Pozostał jednak nadal w obozie, gdzie miał odbyć karę zasądzoną wyrokiem z marca 1953 roku. Dopiero po uchyleniu tego wyroku przez Sąd Najwyższy ZSRR w listopadzie 1953 roku, został zwolniony z obozu 17 listopada 1953 roku.
W styczniu 1954 roku został mu przywrócony stopień wojskowy oraz formalnie został przyjęty w szeregi Armii Czerwonej i jednocześnie został przeniesiony do rezerwy. W dniu 2 listopada 1956 roku Sąd Najwyższy ZSRR, ostatecznie unieważnił wszystkie wyroki przeciwko niemu i ostatecznie uznał go za niewinnego i zrehabilitował.
Po wyjściu z więzienia mieszkał w Moskwie, gdzie napisał swoje wspomnienia, pomijając jednak w nich okres pobytu w więzieniu. Zmarł w Moskwie i został pochowany na cmentarzu Chimkińskim.

## Awanse
- komdiw (Комдив) (26.11.1935 – rozkaz nr 2484)
- komkor (Комкор) (22.02.1938 – rozkaz nr 0170/п)
- komarm 2-ej rangi (Командарм 2-го ранга) (8.02.1939 – rozkaz nr 176)
- generał porucznik (Генерал-лейтенант) (04.06.1940 – rozkaz nr 945)

## Ordery i odznaczenia
- Order Lenina (dwukrotnie – 12.11.1943[2], 05.11.1954[3])
- Order Czerwonego Sztandaru (dwukrotnie – 22.02.1941[3], 22.01.1942[4])
- Medal „Za obronę Moskwy”
- Medal „Za obronę Stalingradu”[3],
- Medal „Za zwycięstwo nad Niemcami w Wielkiej Wojnie Ojczyźnianej 1941–1945”
- Medal jubileuszowy „XX lat Robotniczo-Chłopskiej Armii Czerwonej”